# SHELLY
SHELLY（シェリー、1984年5月11日 - ）は、日本のモデル、タレント、司会者、YouTuber。神奈川県横浜市出身。スターダストプロモーション所属。

## 来歴
日本人の母とシチリアにルーツをもつイタリア系アメリカ人の父をもつ。2歳で渡米し、6歳までアメリカ合衆国イリノイ州グレンカーボンに住んでいた。
6歳から横浜市の根岸住宅地区に移り住み、アメリカンスクールのバード小学校に通う。小学4年生の夏休みに日本の小学校に編入。横浜市立立野小学校、横浜市立本牧中学校、神奈川県立磯子高等学校卒業。
スカウトがきっかけで14歳のときにモデルデビュー。『CUTiE』『spring』『Zipper』などの雑誌のモデルやテレビやラジオのディスクジョッキー、ビデオジョッキーとしても活躍。2000年代後半からは情報番組のキャスター・司会も務めている。
2012年3月13日、同3月10日に収録された『うわっ!ダマされた大賞』で、「右膝内側副靱帯損傷」及び「右大腿骨外側内頸部骨折」の全治3週間のケガを負ったことが報道された。
2014年1月21日、日本テレビのバラエティ番組のディレクターと1月18日に結婚したことを、レギュラー出演している日本テレビ系『ヒルナンデス!』および『今夜くらべてみました』の番組内で発表した。ある番組のロケで知り合い、1年3カ月の交際期間を経て2014年元日に行ったハワイ旅行でプロポーズされた。婚約指輪は320万円。
2015年8月25日、第1子妊娠が報じられる。同年12月22日、『ヒルナンデス!』の番組内で、同日の放送を最後に産休に入ることを明らかにした。2016年1月末、第1子となる女児を出産。同年4月22日、『未来世紀ジパング』の収録で仕事復帰した。
2017年7月24日、第2子妊娠を発表。同年12月12日、『ヒルナンデス!』の番組内で、同日の放送を最後に産休に入ることを明らかにした。2018年1月中旬、第2子となる女児を出産。同年5月9日放送の、『未来世紀ジパング』で仕事復帰した。
2019年11月17日、離婚が報じられ、20日放送の『今夜くらべてみました』の番組内でみずから離婚を報告した。子供2人の親権はSHELLYが持つ。
2022年5月25日、交際を公表していた事実婚パートナーとの間に第3子を妊娠したことを報告。10月12日、YouTubeチャンネル「SHELLYのお風呂場」で産休入りを発表。同月、第3子女児を自宅で出産した。
2025年4月20日、同年夏に家族でオーストラリアへ移住することを発表した。

## 人物

### 趣味・特技
- 趣味は音楽鑑賞[1]、映画鑑賞[1]。特技は英語[1]、タップダンス[1]、バレエ[1]、コルネット[1]。高校1年生の時にダンス同好会を設立している[26]。
- 日本酒のきき酒師の資格を持っている[27]。酒好きで酒豪[28]。
- 横浜DeNAベイスターズのファンである[29][30]。

### 家族
- 実家は横浜・元町でアメリカンバー「Benny’s Place」を父が経営している[3]。父はアメリカ合衆国ミズーリ州セントルイス出身、17歳で海軍軍人として日本に移住[3]。日本語はほぼ使わない[3]。
- 三姉妹の三女。長女はティナ（4歳年上）、次女はデニース（2歳年上）[注 1][28][31]。姉のうち一人は日本の神奈川県横須賀市に住んでいる[32]。

### 交友関係
- 歌手・Crystal Kayとは横浜市の根岸住宅地区に住み、アメリカンスクールのバード小学校に通っていた幼馴染である[5]。

### エピソード
- 日本語でも英語でも話せる。小学生の頃は成績が良く、2回飛び級をした[3]。
- 国会で平和安全法制の議論が白熱していた2015年7月15日に、ツイッター上で「この時代に『こんな事が有り得るの?』とテレビを見ながら不信感しかないです。この状況を戦争を経験された世代はどう感じるだろう?そんな中、今も雨の中デモを続ける方々は本当にかっこいいと思います。若い世代が立ち上がってる事を誇りに思います。日本、どうなっちゃうんだろう」といった意見を述べた[33]。このツイートへのさまざまな意見に対して、SHELLYは再び自らの見解などを述べ続けた[34][35][36][37][38][39]。
- シェリーの母が韓国料理であるチャプチェを作ることから「外国人男性と結婚したシェリーの母は韓国人だと言われた」とシェリー自身がツイッターで伝えている[40]。フィリピン料理のチキンアドボも思い入れある母の手料理として披露している。インターナショナルスクールに通っていた際、母のママ友たちには世界各国の出身者がおり、それぞれの国の料理を教え合った中で得意料理となったという[41]。
- 2023年5月16日の衆議院法務委員会に斎藤梓、橋爪隆、山本潤と共に参考人として出席し、意見陳述にて、自身のYouTube動画に寄せられたコメントを紹介したあと、性交同意年齢の引き上げの必要性と、強制性交等罪の公訴時効期限の撤廃を求め、「しっかり性被害者を守る法改正を進め、性加害を撲滅してほしい」と述べた[42]。

## 出演

### テレビ

#### 過去の出演
- そこが知りたい 特捜!板東リサーチ（CBC、2008年 - 2010年）- 準レギュラー
- リトル・チャロ カラダにしみこむ英会話（教育テレビ、2008年3月31日 - 2010年3月22日）- ナビゲーター
  - リトル・チャロ ケータイで試そうあなたの英語力（教育テレビ、2008年7月27日・10月19日・2009年1月11日・3月22日）- ナビゲーター
  - リトル・チャロ2 英語に恋する物語（教育テレビ、2010年3月29日 - 2012年3月29日）- ナビゲーター
  - 3か月トピック英会話 「英語で楽しむ!リトル・チャロ〜東北編〜」（NHK Eテレ、2012年7月4日 - 9月26日）- ナビゲーター
  - リトル・チャロ4 英語で歩くニューヨーク （NHK Eテレ、2013年4月3日 - 2014年1月）- ナビゲーター
- ROCK FUJIYAMA（テレビ東京、2006年4月3日 - 2007年3月26日）
- U・LA・LA (TOKYO MX、2006年7月3日 - 2009年3月27日) - MC
  - U・LA・LA@7 (TOKYO MX、2009年4月1日 - 2011年9月30日) - MC
- 週刊!音魂ランキング（WOWOW、2005年4月 - 2006年6月）- MC
  - MUSIC@ランキング（WOWOW、2006年4月 - 2007年3月）
  - MUSIC@DX（WOWOW）
- 新感覚☆わかる使える英文法（教育テレビ、2007年4月2日 - 9月27日、2008年9月29日 - 2009年3月26日）- ナンシー役
- ザ・ベストハウス123（フジテレビ、2007年5月 - 2012年3月）
- SPACE SHOWER MUSIC UPDATE（スペースシャワーTV、2008年4月 - 2009年3月）
- 爆笑レッドカーペット（フジテレビ、2008年4月 - 2010年8月）- ゲスト審査員
- THE・サンデーNEXT（日本テレビ、2009年7月 - 2011年3月27日）
- スーパーステージ（TBS、2010年4月 - 2015年3月）
- A-Studio（TBS、2011年4月8日 - 2012年3月30日）- 3代目アシスタント
- スター☆ドラフト会議（日本テレビ、2011年4月12日 - 2013年3月5日）- イジリ隊
- 芸能★BANG!（日本テレビ、2011年10月17日 - 2012年3月19日）- 司会
  - 芸能★BANG+（日本テレビ、2012年4月10日 - 2012年7月17日）- 司会
- Itadakimasu!Dining with the Chef（NHKワールドTV、2012年頃）- 英語放送の料理番組の司会
- TOKYO DESIGNERS WEEK.tv（BS日テレ、2012年4月2日 - 2013年3月）- 司会
- ホムカミ〜ニッポン大好き外国人 世界の村に里帰り〜（毎日放送、2013年10月13日 - 2014年9月14日） - 進行
- さまぁ〜ずの世界のすげぇにツイテッタ〜（毎日放送、2014年10月12日 - 2015年3月1日） - レギュラーツイテッタ〜
- いきなり!黄金伝説。（テレビ朝日、2011年11月 - 2016年9月）
- ラン×スマ 街の風になれ（NHK BS1、2012年4月 - 2015年3月）
- ヒルナンデス!（日本テレビ、2012年4月3日 - 2025年3月28日） - 火曜日レギュラー → 金曜日レギュラー（※2016年1月・6月 - 2018年の1月・6月 - 2022年10月は産休のため欠席）
- 今夜くらべてみました（日本テレビ、2012年7月24日 - 2016年1月・11月- 2022年3月16日) - 司会
- 幸せ!ボンビーガール（日本テレビ、2013年4月 - 2021年） - スタジオパネリスト
- 7人のコント侍第1期・6期・11期（NHK BSプレミアム、2013年4・5月・2014年4 - 7月・2015年10 - 12月）
- 日経スペシャル 未来世紀ジパング〜沸騰現場の経済学〜（テレビ東京、2016年1月4日、2016年4月25日 - 2017年12月11日、2018年5月9日 - 2019年9月18日）- 司会
- 結婚したら人生劇変!○○の妻たち（TBSテレビ、2017年1月16日 - 9月25日）- サブMC - 2016年9月19日・10月24日にスペシャル番組として放送
- サスティな!〜こんなとこにもSDGs〜（フジテレビ、2022年4月2日 - 2025年3月29日） - MC[43]

#### 特別番組
- Oha!6 NEWS LIVE スペシャル（日本テレビ系列[注 2]、2011年12月29日） - Oha!6スペシャルMC
- 逆向き列車（テレビ東京、2014年2月3日 - 2月24日・10月1日・11月12日・12月26日 ） - 司会
  - さぁ、明日は月曜日（テレビ東京、2014年7月27日） - 司会
- 4夜連続 知的探検スペシャル 恋愛は科学だ!（フジテレビ、2013年2月25日 - 28日）
- SHELLYのナツタビ!おうちで美ハワイ直送便（フジテレビ、2013年7月6日）
- チキュウノハテ〜星降る砂漠と幻の花園・南米大陸へ〜（中部日本放送制作、TBS系列、2014年1月25日） - MC
- ともに生きていく〜SHELLYとダニエルが歩いた 東北500キロ〜（BSジャパン、2014年3月1日）
- 耳が痛いテレビ（日本テレビ、2016年12月1日） - コーナーMC
- バカリ・大吉・SHELLYの一週間日記つけてくれませんか（中部日本放送、2015年3月20日・9月18日・25日）
- 話題のシーンを再現 ミラクル実験SHOW（テレビ静岡、2010年5月23日） - ミラクル研究員
- テレ東フェムテック委員会【生理!PMS!妊活!更年期…急成長市場を大調査】（テレ東、2023年2月19日午後4時） - 西野未姫、三輪綾子（産婦人科医）（テレ東youtube番組の地上波特別篇）

### インターネット番組
- バチェロレッテ・ジャパン（2020年10月・2022年7月、Amazonプライム・ビデオ）
- Wの悲喜劇〜日本一過激なオンナのニュース〜（2017年2月24日 - 2018年1月・2018年6月 - 2020年4月25日、AbemaTV内AbemaNews）- MC
  - Wの悲喜劇SP（2020年5月 - 、ABEMA内ABEMA NEWS）

### ラジオ
- KISS AND HUG SATURDAY（J-WAVE、6：00-8：00、2006年10月7日 - 2013年9月28日）- ナビゲーター
- J-WAVE SELECTION ITOCHU DEAR LIFE,DEAR FUTURE（J-WAVE、毎月第4日曜日 22：00-22：54、2021年4月 - ）ナビゲーター
- SHELLY GO ROUND（ニッポン放送、2014年4月5日 - 2015年12月26日）- パーソナリティ

### 連載
- CDジャーナル内「shelly's HAPPY×2 Talk」

### 広告
- カネボウ化粧品 COFFRET D'OR
- キリンビバレッジ FIRE
- 大正製薬 リポビタンファイン
- 花王
  - クリアクリーンEX
  - クリアクリーン洗口液 ダイレクトウォッシュ[44]
- カネボウ化粧品 潤 うるり 共演：IKKO
- 味の素 コンソメ
- キリンビール のどごし オールライト
- カーベル（CarBell） 100円レンタカー
- ハウスウェルネスフーズ PERFECT VITAMIN 1日分のビタミン「SHELLY登場」篇 （2017年4月1日 - ）[45]
- 総務省/経済産業省 経済センサス-活動調査広報「提出促進」篇（2021年5月20日 - ）[46]
- 厚生労働省 「広げよう『里親の輪』」 （2021年10月 - ）
- 池田模範堂 ヒビケア（2021年11月19日 - ）[47]

### その他
- イベント司会など
  - 猿ロック THE MOVIE公開記念イベント（2010年2月20日、SHIBUYA109スクエア）MC。イベントは不測の事態のため2分で打ち切りとなった[48][49]。同年2月22日放送の『U・LA・LA@7「芸能う・ら・ら」』にてSHELLYの司会部分も放送された[注 3]。
- プロ野球「横浜対ヤクルト」戦始球式（2011年9月6日、横浜スタジアム）[50][51]
MCを務める『U・LA・LA@7』にちなみ、背番号「@7」のユニフォームを着て登板。この模様はTBSニュースバードの野球中継で放送されたほか、同年9月15日の『U・LA・LA@7』にて紹介された[52]。